# Laurent Rédon
Laurent Rédon (Saint-Chamond, 5 augustus 1973) is een voormalig Frans autocoureur.
Rédon reed in het begin van zijn carrière in het Franse Formule 3-kampioenschap, dat hij in 1995 won. Vanaf 1996 nam hij deel aan het Internationale Formule 3000-kampioenschap. Hij eindigde op een achtste plaats in 1996 en een negende plaats in 1997. In 1998 werd hij testrijder bij het Formule 1-team Minardi, een jaar later bij het Benetton team. In 2001 reed hij races uit de Europese Le Mans Series en het FIA Sportscar Championship. Nog datzelfde jaar reed hij de twee laatste races van het seizoen uit de IndyCar Series voor Conquest Racing. In 2002 reed hij een volledig seizoen voor hetzelfde team in IndyCar en eindigde op de twaalfde plaats in het kampioenschap, wat hem de trofee Rookie of the Year opleverde. Hij finishte op de derde plaats op de California Speedway. Het was meteen ook zijn laatste seizoen in de IndyCar, nadat zijn team hem niet behield als rijder voor het volgende seizoen.